# Caroline Broadhead

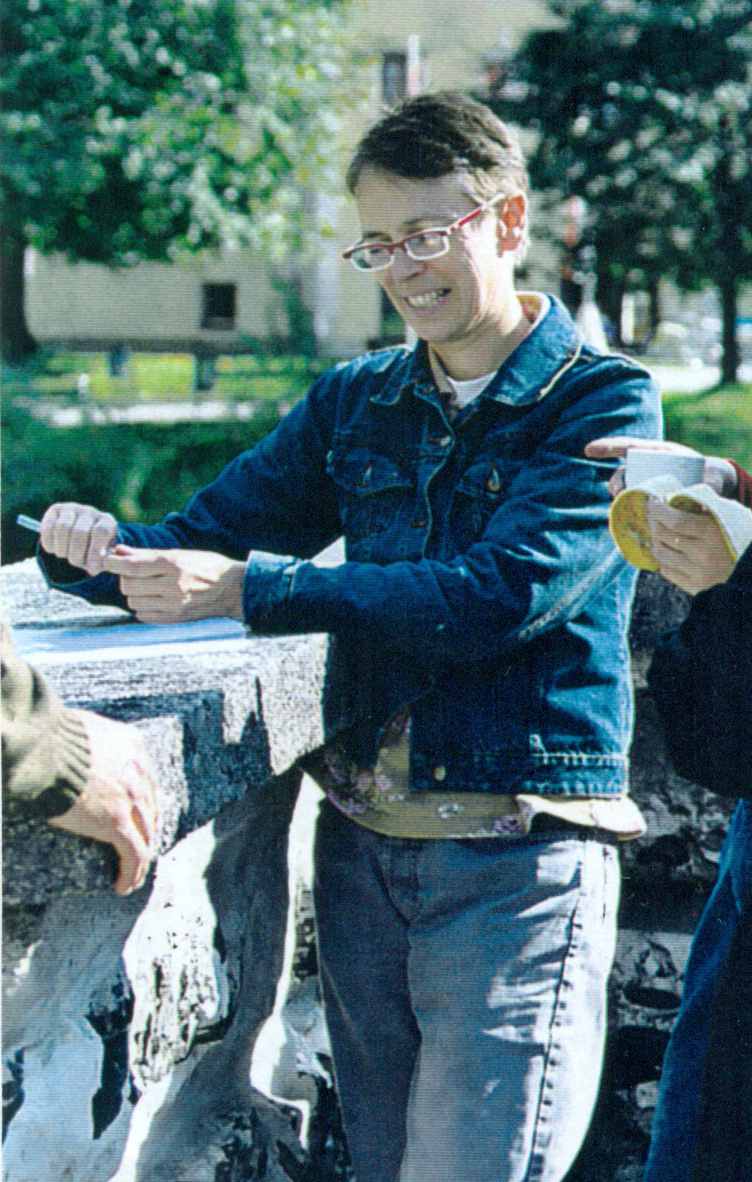
Caroline Broadhead in 2002

Caroline Broadhead (Leeds, 1950) is een Engels sieraadontwerper, docent en installatiekunstenaar.

## Biografie
Broadhead is opgeleid tot edelsmid aan het College of Art te Leicester (1968-1969) en vervolgde haar studie aan de Central School of Art and Design in Londen (1969-1972). In 1973 startte zij samen met Nuala Jamison en Julia Manheim een atelier in Covent Garden. Conservator Jerven Ober liet in 1978 voor het eerst sieraden van Broadhead in Nederland zien in de tentoonstelling 'British Jewellers on Tour in Holland/Moderne Engelse sieraden'. Nieuw in de tentoonstelling was het gebruik van onedele materialen in sieraden. In de tachtiger jaren vervaardigde Broadhead samen met Nuala Jamison in acryl een sieradenlijn onder de naam 'C&N'.
Vanaf 1990 werkte Broadhead samen met choreografen als Rosemary Lee, Claire Russ en Angela Woodhouse. Onder meer door die samenwerkingen werden licht, schaduw, weerspiegelingen en beweging thema’s in het werk van Broadhead. Zij was hoofd van de opleiding Jewellery Design aan Central Saint Martins tot aan haar emeritaat 2018 en vervulde regelmatig gastdocentschappen aan verschillende internationale instituten.
Op 4 februari 2018 werd in CODA een overzichtstentoonstelling geopend van het werk van Broadhead uit de vier voorafgaande decennia. Naast sieraden waren beeldhouwwerken, objecten van textiel, foto’s en installaties te zien. In 2018 maakte Broadhead deel uit de jury van de Herbert Hofmann-Preis.

## Werk in openbare collecties (selectie)
- CODA, Apeldoorn
- Dallas Museum of Art, Dallas
- Middlesbrough Institute of Modern Art [en] (MIMA), Middlesbrough
- Museum Arnhem, Arnhem
- Museum of Arts and Design (MAD), New York
- Museum of Fine Arts, Houston
- Stedelijk Museum Amsterdam, Amsterdam
- Design Museum Den Bosch, Den Bosch

## Werk in particuliere collecties (selectie)
Werk van Broadhead is onder andere opgenomen in collecties van Nelly Van Den Abbeele, Inge Asenbaum, Jurriaan van den Berg, Paul Derrez & Willem Hoogstede, Helen Drutt, Yvònne Joris, Jerven Ober, Benno Premsela, Donna Schneier en Jorunn Veiteberg.

## Tentoonstellingen (selectie)
- 1974 – Christmas Exhibition, Electrum Gallery, Londen
- 1976 – Fourways, Arnolfini, Bristol
- 1978 – British Jewellers on Tour in Holland/Moderne Engelse sieraden, Van Reekum Galerij, Apeldoorn
- 1978 – Fourways: Julia Manheim, Nuala Jamison, Susanna Heron, Caroline Broadhead, Galerie Ra, Amsterdam
- 1979 – Caroline Broadhead, Michael Brennand-Wood, Crafts Council Gallery, Londen
- 1980 – Caroline Broadhead, Van Reekum Museum, Apeldoorn
- 1981 – Arnolfini, Bristol
- 1982 – Caroline Broadhead, Galerie Ra, Amsterdam
- 1982 – Jewellery Redefind, British Crafts Centre, Londen
- 1982 – Objects of our Time, American Craft Museum, New York
- 1982 – Visies op sieraden, Stedelijk Museum Amsterdam, Amsterdam (door Liesbeth Crommelin)
- 1983 – Galerie Het Kapelhuis, Amersfoort
- 1983 – New Departures in British Jewellery, American Craft Museum, New York
- 1984 – Cross Currents, Powerhouse Museum, Sydney
- 1986 – Sieraden, vorm en idee, Van Reekum Museum, Apeldoorn
- 1993 – On the Edge, Crafts Council, Londen
- 1999 – Bodyscape: Caroline Broadhead, Angel Row Gallery, Nottingham
- 2000 – Caroline Broadhead, Between Light and Dark, objects, Galerie Ra, Amsterdam
- 2001 – De eigen collectie sieraden 1970-heden, CODA, Apeldoorn
- 2002 – Aanwinsten. Een keuze uit de sieradenaankopen in de afgelopen vier jaar voor twee verzamelingen door Jurriaan-Bob van den Berg, De Nederlandsche Bank, Amsterdam
- 2002 – Design Mensch, Museum für Kunst und Gewerbe Hamburg, Hamburg
- 2002 – Zero Karat, the Donna Schneier gift to the American Craft Museum, American Craft Museum, New York
- 2004 – Hoogtepunten van het Nederlandse moderne sieraad, De Nederlandsche Bank, Amsterdam
- 2006 – New Work, Marsden Woo Gallery, Londen
- 2007 – Ornament as Art: Avant-Garde Jewelry from the Helen Williams Drutt Collection, Museum of Fine Arts, Houston
- 2008 – Ornament as Art: Avant-Garde Jewelry from the Helen Williams Drutt Collection, Mint Museum of Craft+Design, Charlotte
- 2008 – Ornament as Art: Avant-Garde Jewelry from the Helen Williams Drutt Collection, Renwick Gallery, Washington
- 2009 – Ornament as Art: Avant-Garde Jewelry from the Helen Williams Drutt Collection, Tacoma Art Museum, Tacoma (Washington)
- 2011 – Open Mind, Sungkok Art Museum, Seoul
- 2011 – Taking the Chair, Marsden Woo Gallery, Londen
- 2011 – Under that Cloud, Galerie Spektrum, München
- 2012 – Hanging Around, Museum of Arts and Design (MAD), New York
- 2012 – Unexpected Pleasures, Design Museum, Londen
- 2013 – Dare to wear, sieraden uit de collectie Paul Derrez/Willem Hoogstede, CODA, Apeldoorn
- 2014 – Finding, Foundling Museum, Londen
- 2015 – Many a Slip, Marsden Woo Gallery, Londen
- 2015 – Second Hand, First Hand, Marsden Woo Gallery, Londen
- 2016 – Chain, Gallery S O, Londen
- 2016 – Seventies music-fashion-design, Gorcums Museum, Gorinchem
- 2016 – 40 Jaar Ra, Sieraad Art Fair (SAF), Westergasfabriek, Amsterdam
- 2017 – Lievelingen van Charlotte Bik, Museum Arnhem, Arnhem
- 2017 – Medusa, Bijoux et tabous, Musée d’Art moderne de la Ville de Paris, Parijs
- 2018 – Alles of niets, collectie Jurriaan van den Berg, CODA, Apeldoorn
- 2018 – Caroline Broadhead, CODA, Apeldoorn
- 2018 – Jerven Ober Collection, Sieraad Art Fair (SAF), Westergasfabriek, Amsterdam
- 2018 – Show yourself, Design Museum Den Bosch, Den Bosch
- 2018 – These are a few of her favorite things, Jorunn Veiteberg’s jewellery collection, Nordenfjeldske Kunstindustrimuseum, Trondheim

## Gecureerde tentoonstellingen (selectie)
- 1984 – New Tradition, British Crafts Centre, Londen
- 2007 – Then & Now, Barrett Marsden Woo Gallery, Londen (met Lin Cheung)

## Prijzen (selectie)
- 1974 – De Beers Diamonds International Award
- 1997 – Jerwood Prize for Applied Arts: Textiles
- 2004 – Textiles International Open, Ormeau Baths, Belfast
- 2017 – Lifetime Achievement Award, Goldsmiths’ Craft and Design Council

## Residencies (selectie)
- 1998 – ArtRes, Bundesministerium, Wenen
- 2001 – Imperial War Museum, Londen (met Peter Anderson)
- 2003 – Curtin University of Technology, Perth
- 2006 – Pilchuck Glass School, Seattle